# Jules Garnier

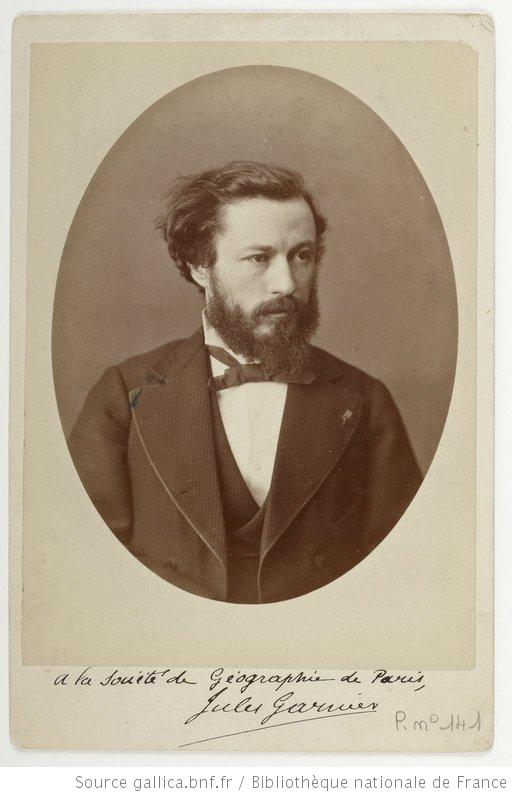
Jules Garnier

Jules Garnier (* 25. November 1839 in Saint-Étienne als Jacques Garnier; † 8. März 1904 in Gorbio) war ein französischer Ingenieur und Entdecker des Garnierit.

## Leben
Jacques – genannt Jules – Garnier wurde am 25. November 1839 in Saint-Étienne als Sohn eines Bäckers geboren. Während seiner Schulzeit las er eifrig Bücher über Abenteuerreisen von James Fenimore Cooper und James Cook, vernachlässigte dabei jedoch seine Schulbücher. In einem seiner Zeugniseinträge ist zu lesen: „intelligent mais paresseux“ (intelligent aber faul). Es gelang ihm am Ende jedoch, sich hinreichend auf die Aufnahmeprüfung zur École nationale supérieure des mines de Saint-Étienne vorzubereiten, so dass er angenommen wurde. 
Nachdem er 1860 die Ingenieursschule mit gutem Abschluss verlassen hatte, arbeitete er zunächst ein Jahr lang bei der Compagnie des Forges et Aciéries de la Marine et des Chemins de Fer (Schmiede und Stahlwerk der Marine und Eisenbahn), anschließend nahm er geologische Untersuchungen in Sardinien vor. Im August 1863 unternahm er schließlich eine Forschungsreise nach Neukaledonien, die ihm vom französischen Marine- und Kolonialminister angeboten wurde. Er wurde beauftragt, die Bodenschätze zu erkunden, nachdem dort kurz zuvor Gold entdeckt worden war, denn die fortschreitende Industrialisierung Mitte des 19. Jahrhunderts benötigte immer mehr Mineralien sowie neue Mineralstoffe für die neu erfundenen Herstellungsprozesse.
Am 28. September 1863 verließ er Marseille auf einem englischen Dampfschiff mit Kurs auf Sydney, das er am 16. November 1863 erreichte. Wenige Tage später kam er in Port-de-France, dem späteren Nouméa, an. Sein erster Auftrag war, die Steinkohlevorkommen in der Umgebung zu erkunden, auf die die französische Kriegsmarine große Erwartungen hegte. Anschließend sollte er die Insel nach Goldvorkommen erforschen, stieß jedoch auf Anhäufungen grünen Gesteins, das sich als Hydrosilicate aus Nickel und Magnesium herausstellte, ein neues Mineral. Er hatte die riesigen Nickelvorkommen von Neukaledonien entdeckt, ein zur Zeit der Industrialisierung aufgrund seiner Widerstandsfähigkeit vor Korrosion und Oxydation sehr begehrter Rohstoff. 
Während dieser Reise machte er in seinem Reisebericht auch zahlreiche ethnologische Notizen über die einheimischen Kanak. Er beklagte die Folgen der von den Europäern ins Land gebrachten Rauschmittel wie Tabak und Alkohol, die bei den Männern und Frauen zur Passion wurden und einen verheerenden Effekt auf die Urbevölkerung hatten. Selbst Kleinkinder, die gerade das Laufen gelernt hatten, rauchten bereits große Pfeifen mit starkem Tabak schlechter Qualität, der sie krank machte. Große Sorgen machte er sich auch über den dort verbreiteten Kannibalismus und beklagte dessen „bestialische Grausamkeit“, insbesondere, nachdem er auf der Île Ouen erfahren hatte, dass auch überzählige oder missgebildete Kinder vom eigenen Stamm verzehrt wurden.

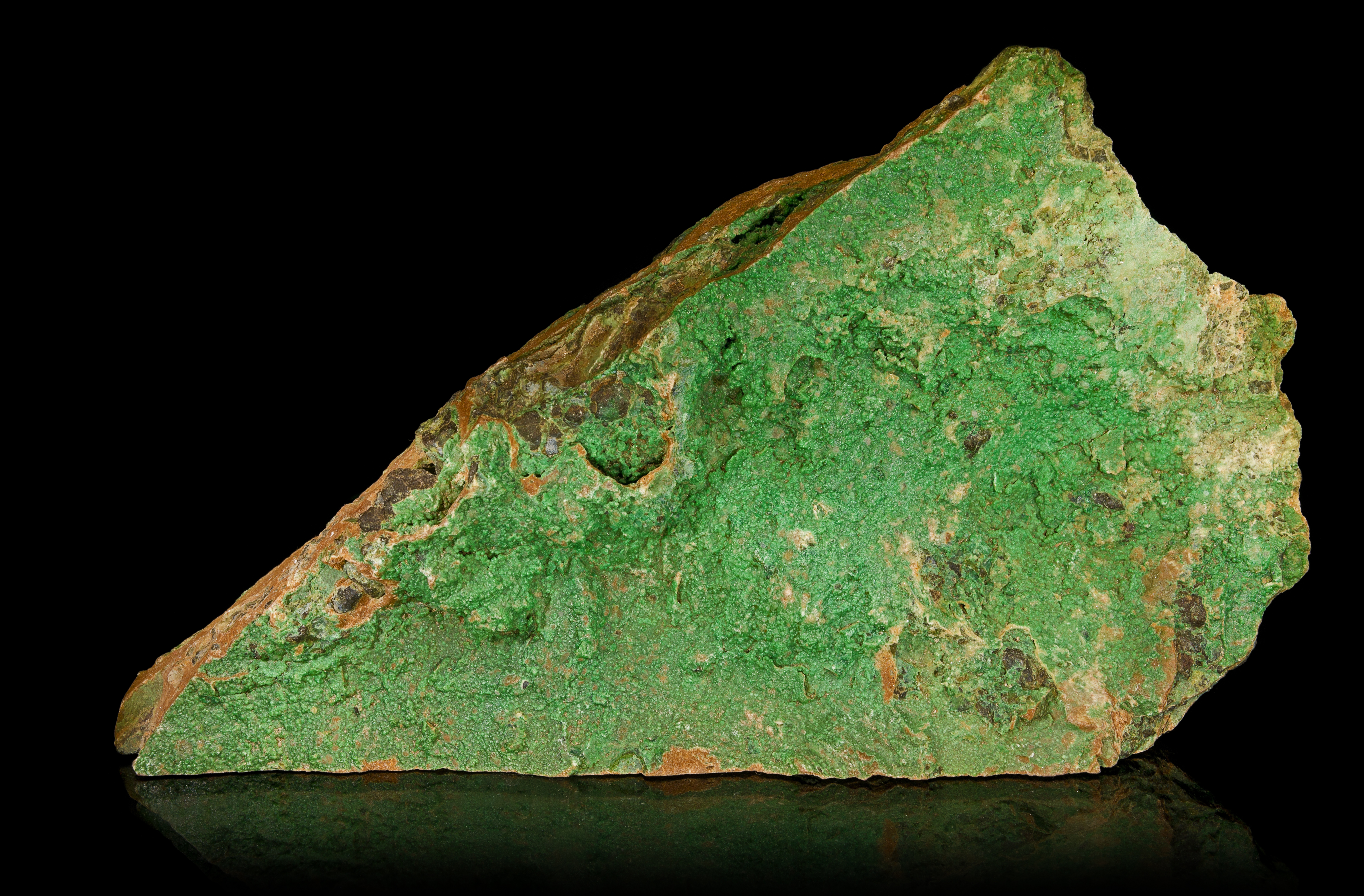
Garnierit

Er kehrte 1867 nach Paris zurück, wo ihm vom Ministerium der Marine mit 28 Jahren der Verdienstorden der Ehrenlegion verliehen wurde. 1869 heiratete er Jeanne Marie Sanlaville und arbeitete als Bergbauingenieur. 1876 meldete er ein Patent zur Herstellung von Ferronickel an. Ein Jahr später eröffnete er mit dem Industriellen Henri Marbeau in Septèmes-les-Vallons ein Nickel-Hüttenwerk. 1880 gründete er schließlich mit Marbeau und dem Australier John Higginson in Thio die Société Le Nickel (SLN), dessen Bau er von Frankreich aus überwachte. Nachdem die SLN 1883 von der Familie Rothschild übernommen worden war, wurde er beratender Ingenieur für große internationale Bergbauunternehmen. In den 1890er Jahren erforschte er im kanadischen Sudbury die Nickelvorkommen – heute das größte Nickel-Bergbaugebiet der Welt, baute komplette Fabriken auf und erkundete Südafrika nach Gold- und Diamantenvorkommen sowie mit seinem ältesten Sohn Pascal auch Westaustralien, wo dieser 1898 mit 26 Jahren an Typhus starb. Anschließend verzichtete Garnier auf Expeditionen und starb 1904 in Gorbio, nahe Menton, im Alter von 64 Jahren nach einer Urlaubsreise in Italien.

## Werke
- Voyage à la Nouvelle-Calédonie, 1867–1868, reéd. 1978, éd. du Cagou
- Excursion autour de l'île de Tahiti, éd.  E. Martinet 1869
- Notes géologiques sur l'Océanie, les îles Tahiti et Rapa  Paris, éd. Dunod 1870
- Les Migrations Polynésiennes en Océanie d'après les faits naturels Paris, éd.  E. Martinet 1870
- Voyage autour du Monde : OCÉANIE les îles des pins, Loyalty et Tahiti Paris, éd. Plon 1871
- La Lithologie du fond des mers par M. Delesse, Compte rendu et Extraits par M. Jules Garnier, 1872
- Dianémomètre avec  M. Deprez éd. Imprimerie de J. Desoer, 1872
- Machines à percer, couper et abattre les roches, Emploi de la Nitroglycérine avec Ernest Javal St Étienne, éd. Imprimerie de V° Théolier et C° 1891
- L'Or et le Diamant au Transvaal et au Cap, éd.  Librairie Polytechnique Baudry et Cie, 1896

## Widmungen
- Lycée polyvalent Jules Garnier, Gymnasium in Nouméa
- Rue Jules Garnier, Strandboulevard in Nouméa
- Allee Jules Garnier, Straße in Saint-Étienne
- Jules Garnier II, Schiff der MRCC Nouméa